# یو کوبایاشی (بازیکن فوتبال)
یو کوبایاشی (انگلیسی: Yu Kobayashi؛ زادهٔ ۲۳ سپتامبر ۱۹۸۷) یک بازیکن فوتبال در پست مهاجم اهل ژاپن است.

## باشگاهی
از باشگاه‌هایی که در آن بازی کرده‌است می‌توان به دانشگاه تاکوشوکو، میتو هالی‌هاک، کاوازاکی فرونتال اشاره کرد.

## تیم ملی
وی همچنین در تیم ملی فوتبال ژاپن بازی کرده است.